# Замулювання
Замулювання, Замулення (англ. mine silting, нім. Verschlämmen n) – дія і спосіб попередження та гасіння ендогенних пожеж шляхом подачі в гірничі виробки по заздалегідь пробурених свердловинах замулювальної пульпи. Для приготування останньої, як правило, використовують місцеві матеріали (глину, суглинки, пісок, попіл). Оптимальний склад мулу: бл. 55% глинистих і пилових фракцій, бл. 25% дрібних піщаних і пилових і бл. 20% піщаних з частинками від 5 мк до 2 мм. Переваги 3. в гасінні пожеж рудникових у порівнянні з методом ізоляції ділянок, що горять: менша небезпека рецидивів пожежі, можливість виконання 3. в менш доступних місцях. Недоліки: втрата виробок в зоні замулення, обводнення виробок.